# Sérgio Augusto Pereira Novis
Sérgio Augusto Pereira Novis (Rio de Janeiro, 16 de maio de 1940 – Rio de Janeiro, 12 de dezembro de 2024) foi um médico brasileiro.
Professor Novis ingressou na UNIRIO aos 17 anos para cursar medicina e se formou em 1963. Especializou-se em Neurologia na PUC-Rio em 1964 e, em seguida, começou a trabalhar no Instituto de Neurologia Deolindo Couto, da UFRJ.
Foi eleito membro emérito da Academia Nacional de Medicina (ANM) em 1987, ocupando a Cadeira 02, que tem Miguel da Silva Pereira como patrono. Também foi membro da Academia Brasileira de Medicina de Reabilitação (ABMFR), além de ex-presidente da Academia Brasileira de Neurologia (ABN), atuando como correspondente nos EUA e na França.
Dr. Novis faleceu em decorrência de uma doença renal. 